# اسماعیل براری
اسماعیل براری (متولد ۱۳۴۴، بندر انزلی) کارگردان و تهیه‌کننده ایرانی است.

## زندگی‌نامه
او لیسانس کارگردانی سینما را در سال ۱۳۶۶ ضمن تألیف رساله‌ای در باب «سینما و دنیای کودکان» از دانشگاه هنر دریافت کرد و در همان سال فیلم کوتاهش با عنوان «عکس‌العمل» موفق به دریافت جوایز ویژه از نخستین جشنوارهٔ سراسری دانشجویان کشور و نیز پلاک نقره از جشنوارهٔ ملل اتریش (۱۹۸۹) شد. براری برنده پروانه زرین بهترین فیلم در پنجمین جشنواره بین‌المللی فیلم کودکان و نوجوانان برای فیلم تنهایی و کلوخ شده و از جشنواره فیلم وایادولید اسپانیا برای فیلم کویر مرگ مورد تقدیر قرار گرفته. وی همچنین عضو هیئت داوران جشنواره فیلم والنسیای اسپانیا در سال ۲۰۰۷ بوده‌است.
اسماعیل براری در سال ۱۳۹۱ واحدهای درسی مقطع کارشناسی رشته کارگردانی دانشگاه جامع علمی کاربردی را مورد بازنگری قرار داده و متد نوین آموزش رشته سینما را تدوین کرده‌است. او هم‌اکنون در دانشگاه جامع علمی کاربردی مشغول تدریس علوم نمایشی است

## مسوولیت‌ها
وی مؤسس گروه نمایشی در جهاد سازندگی گیلان(۱۳۶۱) بوده و از سال ۱۳۶۲ تا پایان جنگ در مجموعهٔ مستند «روایت فتح» ضمن دستیاری تدوین شهید مرتضی آوینی، در عملیاتهای مختلفی شرکت داشته و در حین فیلمبرداری از عملیات آزاد سازی مهران مجروح شده‌است.
از ۱۳۶۸ تاکنون به مدیریت و فعالیت‌های اجرایی و فرهنگی مختلفی پرداخته‌است:
- فعالیت در جهاد دانشگاهی دانشگاه هنر
- نویسندگی بخش سینمایی برنامه جوان رادیو
- تهیه‌کنندگی برنامه تلویزیونی جنگ هنر در شبکه دو سیما
- عضو شورای فیلمنامه بخش فرهنگی بنیاد سینمایی فارابی
- معاونت واحد سینمای کودک و واحد مطالعات و تحقیقات بنیاد سینمایی فارابی
- مدیر بخش سینمای حادثه‌ای و پلیسی بنیاد سینمایی فارابی
- عضو مؤسس و مسئول طرح و برنامه گروه فیلم و سریال شبکه دو سیما
- مؤسس پروژه فیلم-پارک در سازمان فرهنگی هنری شهرداری تهران
- تأسیس هیئت هنر و ادبیات عاشورا
- تأسیس مرکز جهانی فیلم ایرانیان
- داور فستیوال فیلم والنسیا ی اسپانیا[پیوند مرده] در سال ۲۰۰۷ میلادی

او به عنوان فیلمساز مستقل همچنین عضو شورای تولید اتحادیه تهیه‌کنندگان سینمای ایران بوده و به عنوان مشاور سینمایی در مؤسسه فرهنگی اکو ECO فعالیت کرده‌است.

## آثار
از اسماعیل براری بیش از بیست عنوان فیلم سینمایی، داستانی، مستند و سریال تلویزیونی موجود است
که از آن جمله می‌توان آثار زیر را نام برد:

### فیلم‌های کوتاه، مستند و تلویزیونی
- فیلم کوتاه " «عکس‌العمل»" برنده جایزه ویژه از نخستین جشنوارهٔ سراسری دانشجویان کشور و نیز پلاک نقره از جشنوارهٔ ملل اتریش (۱۹۸۹)
- فیلم داستانی " «تنهایی و کلوخ»" برنده پروانه زرین بهترین فیلم در پنجمین جشنواره بین‌المللی فیلم کودکان و نوجوانان و حضور در بخش مسابقه فستیوال FIPA Cannes-۹۱
- سریال تلویزیونی ۶ قسمتی «آشیانه» که همزمان با پخش آن در سال ۱۳۷۰، نسخه سینمایی اثر توقیف شد
- سریال تلویزیونی ۳۰ قسمتی «خانه، محله، مدرسه» اولین تجربه تولید موازی در تهیه کنندگی سریالهای تلویزیونی ایران
- فیلم مستند شاعرانه «زیارت» در ستایش بارگاه ملکوتی امام رضا (ع)
- فیلم مستند بلند «سرود عاشقانه» (۱۰۰ دقیقه) در خصوص بازیابی واقعه سرود "خمینی ای امام" در فرودگاه مهرآباد در پرواز انقلاب
- مجموعه ۶ قسمتی مستند «مرکز آسمان» در خصوص برگزاری عاشورا در منطقه جنگی فکه با روایت مرحوم حاج محمد رضا آقاسی
- فیلم مستند " «دلباخته»" حکایت فداکاری پیرمرد روستایی حاشیه کویر ایران

### فیلم‌های سینمایی بلند
به ترتیب سال ساخت عبارتند از:
- ۱- شهر در دست بچه‌ها (۱۳۶۹) اولین تجربه تروکاژ لابراتواری موسوم به پرده آبی در ایران
- ۲- آشیانه (۱۳۷۰) توقیف شده.
- ۳- جهنم سبز (۱۳۷۴)
- ۴- رقص شیطان (۱۳۷۹)
- ۵- کویر مرگ (۸۳–۱۳۸۰) توقیف شده. حضور و کسب جوایزی در بیش از پانزده فستیوال بین‌المللی از جمله بروکلین نیویورک،[۱] سینما پارادایز هاوایی،[۲] ریندانس انگلیس،[۳] تسالونیکی یونان، وایادولید اسپانیا،[۴] آنکوریج، تیبورون،[۵] روبوت بیچ[۶] و ایندیاناپولیس آمریکا،[۷][۸][۹] گیبارای کوبا، منبر طلایی روسیه[۱۰] و بمبئی هندوستان[۱۱]
- ۶- روز باران (۱۳۸۵) دریافت تندیس طلایی از جشنواره روستا، تقدیر در جشنواره کودک و نوجوان ایران بابت مضمون دینی، دریافت مدال خادمین قرآن از اولین جشنواره فیلمهای قرآنی، حضور در بخش مسابقه جشنواره محیط زیست "Environment" پاریس[۱۲]
- ۷- گزارش مریم (۱۳۸۶) بمدت ۵ سال متوقف شده
- ۸- گرداب (۱۳۸۹){بازیگران:پیام اینانلویی-سودابه علیپور-عدنان پورشریف- رزاق رادان - پیام منوجهری}
- ۹-دوازده صندلی (۱۳۹۱) بمدت یکسال توقیف شد {باشرکت: احمدنجفی-داریوش اسدزاده-افسراسدی…}

## فیلم‌شناسی
| نام               | سال ساخت | نوع             | کارگردان | تهیه‌کننده | توضیحات و جوایز |
| ----------------- | -------- | --------------- | -------- | --------- | --- |
| عکس‌العمل          | ۱۳۶۷     | کوتاه           | آری      | آری       | برنده جایزه ویژه از نخستین جشنوارهٔ سراسری دانشجویان کشور و نیز پلاک نقره از جشنوارهٔ ملل اتریش (۱۹۸۹) |
| نهایی و کلوخ      | ۱۳۶۸     | نیمه‌بلند        | آری      | آری       | پروانه زرین بهترین فیلم در پنجمین جشنواره بین‌المللی فیلم کودکان و نوجوانان حضور در بخش مسابقه فستیوال FIPA Cannes-۹۱ |
| شهر در دست بچه‌ها  | ۱۳۶۹     | بلند            | آری      | نه        | اولین تجربه تروکاژ لابراتواری موسوم به پرده آبی در ایران |
| آشیانه            | ۱۳۷۰     | سریال تلویزیونی | آری      | نه        | مجموعه تلویزیونی ۶ قسمتی |
| آشیانه            | ۱۳۷۰     | بلند            | آری      | نه        | توقیف شده |
| جهنم سبز          | ۱۳۷۴     | بلند            | آری      | آری       | |
| خانه، محله، مدرسه | ۱۳۷۵-۷۶  | سریال تلویزیونی | آری      | آری       | سریال تلویزیونی ۳۰ قسمتی اولین تجربه تولید موازی و ساخت صنعتی سریال در تهیه کنندگی سریال‌های تلویزیونی ایران |
| رقص شیطان         | ۱۳۷۹     | بلند            | آری      | آری       | |
| کویر مرگ          | ۸۳–۱۳۸۰  | بلند            | آری      | آری       | توقیف شده جایزه جوانان جشنواره فیلم وایادولید (سمینسی) حضور در بیش از پانزده فستیوال بین‌المللی از جمله بروکلین نیویورک، سینما پارادایز هاوایی، ریندنس انگلیس، تسالونیکی یونان، وایادولید اسپانیا، آنکوریج، تیبورون، روبوت بیچ و ایندیاناپولیس آمریکا، گیبارای کوبا، منبر طلایی روسیه و بمبئی هندوستان |
| زیارت             |          | مستند           | آری      |           | |
| سرود عاشقانه      |          | مستند بلند      | آری      |           | |
| مرکز آسمان        |          | مستند           | آری      |           | مجموعه ۶ قسمتی |
| روز باران         | ۱۳۸۵     | بلند            | آری      | نه        | تندیس طلایی از جشنواره روستا مدال خادمین قرآن از اولین جشنواره فیلمهای قرآنی حضور در بخش مسابقه جشنواره محیط زیست پاریس |
| دلباخته           |          | مستند           | آری      |           | |
| گزارش مریم        | ۱۳۸۴-۸۹  | بلند            | آری      | آری       | تولید آن به مدت ۵ سال متوقف شد و تا کنون اکران نشده |
| گرداب             | ۱۳۸۹     | بلند            | آری      |           | |
| دوازده صندلی      | ۱۳۹۱     | بلند            | آری      | آری       | این فیلم پس از تولید در توقیف بود که در نهایت در سال ۱۳۹۵ تنها در ۴ سالن سینمای تهران اکران محدودی داشت |